# 崎津隆介
崎津 隆介（さきつ りゅうすけ、1955年6月20日 - ）は、日本の元俳優。本名、崎津 均（さきつ ひとし）。
島根県出身。ジャパンアクションクラブ（JAC）を経て、アクターズプロモーションに所属していた。

## 来歴・人物
千葉真一主宰のジャパンアクションクラブ（JAC）メンバーとして活躍。『影の軍団II』では主演の千葉を除くレギュラー陣で唯一全話に出演し、続編の『影の軍団III』にもレギュラー出演した。そのほか、時代劇の悪党の手下役でも知られる。
趣味は、ベルトのバックル収集。特技は乗馬、体操。普通自動車と普通自動二輪車の免許を所持している。好きな色は、白、緑。

## 出演

### テレビ作品
- 柳生一族の陰謀 （1978年 - 1979年、KTV）
- スパイダーマン （1978年 - 1979年、12ch / 東映） - スパイダーマンアクション、ニンダー他
- 柳生あばれ旅シリーズ（ANB / 東映）
  - 柳生あばれ旅（1980年 - 1981年）
    - 第2話「紅い宿場の用心棒 -保土ヶ谷-」 - 追剥
    - 第10話「地獄屋敷の天使 -掛川-」 - 梁川

  - 柳生十兵衛あばれ旅（1982年 - 1983年） - 竜太
- 影の軍団シリーズ（KTV）
  - 服部半蔵 影の軍団（1980年） - 特技スタント
  - 影の軍団II（1981年 - 1982年） - 竜吉
  - 影の軍団III（1982年） - 霞の雉子郎
  - 影の軍団 幕末編 第11話「密偵の愛・らあぶ・ゆう」（1985年） - 嘉平次
- 銭形平次（CX）
  - 第865話「大江戸銃撃戦」（1983年） - 新吉
  - 第885話「平次隠密軍団」（1984年） - 甚八
- 眠狂四郎無頼控 第17話「仕置きうけます! 闇のからくり肌」（1983年、TX） - 丑松
- 太陽にほえろ! 第593話「ジプシー再び」（1984年、NTV）
- メタルヒーローシリーズ（ANB）
  - 宇宙刑事シャイダー 第28話「魔宮の裏切り兄弟」（1984年） - ヒムリー
  - 巨獣特捜ジャスピオン 第31話「お母さん助けて! 恐怖の生中継」（1985年） - ザウル
- 水戸黄門（TBS / C.A.L）
  - 第16部 第7話「花火に賭けた父娘の意地 -岡崎-」（1986年6月9日） - 苅間の鉄蔵
  - 第18部 第26話「怨念渦巻く祭の宿・豊川」（1988年） - 闇丸
  - 第20部
    - 第33話「意地比べ恋の友禅・金沢」（1991年6月24日） - 寅市
    - 第41話「悪を蹴散らす競べ馬 -八戸-」（1991年8月19日） - 権三

  - 第24部 第34話「御用金送りは悪の金 -福島-」（1996年5月20日） - 我善坊
- TBS大型時代劇スペシャル（TBS / 東映）
  - 太閤記（1987年）
  - 織田信長（1989年）
- 長七郎江戸日記（NTV / ユニオン映画）
  - 第2シリーズ SP「最後の挑戦・さらば長七郎」（1989年9月26日） - 黒木源太郎
  - 第3シリーズ 第31話「肩よせ合って」（1991年7月2日） - 徳円
- 八百八町夢日記 第1シリーズ SP「天保鬼が島」（1990年4月3日、NTV / ユニオン映画） - 黒鬼
- 必殺スペシャル・春 勢ぞろい仕事人! 春雨じゃ、悪人退治 （1990年4月6日、ABC / 松竹） - 音松
- 参上! 天空剣士（1990年、TX）
  - 第4話「悪の華!女忍者」 - 左近
  - 第26話「最期の闘い!」 - 加束次
- 大岡越前（TBS / C.A.L）
  - 第11部 第5話「娘目明し一番手柄」（1990年5月21日）
  - 第12部
    - 第1話「大岡越前」（1991年10月14日） - 猫七役
    - 第17話「地獄の淵に咲いた恋」（1992年2月10日） - 源十役

  - 第14部 第24話「友を裁いた名奉行」（1996年12月2日） - 銀次
- 太平記（1991年、NHK） - 三善宗信
- 岡っ引どぶ 第1話「悪魔の小箱殺人事件」（1991年4月10日、CX）
- 銭形平次 第2シリーズ 第2話「夢の中の殺人」（1992年、CX）
- 必殺仕事人・激突! 第20話「主水、京に上る」（1992年、ABC / 松竹） - 佐吉
- 運命峠 (1993年、CX)
- 乾いて候（1993年、CX）
- 闇を斬る!大江戸犯科帳 第11話「運命の銃弾」（1993年、NTV） - 浅吉
- 松本清張の異変街道 （1993年10月29日、CX） - 山岡
- 江戸を斬るVIII 第11話「命を賭けた御用旅」（1994年、TBS / C.A.L） - 軍兵衛
- 名奉行 遠山の金さん 第6シリーズ 第19話「水晶占いの母と娘」（1994年、ANB / 東映） - 海野玄蔵
- 鬼平犯科帳 第6シリーズ 第5話「墨斗の孫八」（1995年、CX） - 法月
- 付き馬屋おえん事件帳 第3シリーズ 第1話「たった十日の花嫁」（1995年、TX / 松竹）
- 水戸黄門外伝 かげろう忍法帖 第2話「鬼蜘蛛の恐怖」（1995年、TBS / C.A.L） - 百々市
- 土曜ワイド劇場
  - タクシードライバーの推理日誌5 行き先のない乗客 “人を殺した”とその女は言った…（1995年、ANB / 東映）
  - 新宿ラブストーリー事件簿2 白い粉連続殺人! 疑惑の美人女医と刑事の危険な関係 （1996年、ABC / 東通企画）
  - 江戸ッ子探偵殺人案内 中年寿司屋と幼妻の名推理! パチンコ依存症の女が謎の言葉を残して死んだ… （1997年、ANB / 松竹）
- 炎の奉行 大岡越前守（1997年、TX / 松竹） - 阿毘鬼
- 金曜エンタテイメント / 鞍馬天狗 （2001年、CX） - 谷三十郎

### 映画
- 戦国自衛隊（1979年、角川春樹事務所） - 騎馬武者
- 燃える勇者（1981年、東映） - 小竹
- 伊賀野カバ丸（1983年、東映） - 細野
- コータローまかりとおる!（1984年、東映） - 本田
- 上海バンスキング（1984年、松竹）
- 必殺4 恨みはらします（1987年、松竹=朝日放送） - 多羅尾新八
- 将軍家光の乱心 激突（1989年、東映） - 根来忍者
- 子連れ狼 その小さき手に（1993年、松竹）
- 鬼平犯科帳（1995年、松竹）

### 舞台
- マグニチュード11（1984年、新宿コマ劇場）
- 酔いどれ公爵（1985年、新宿コマ劇場） - やくざ デモン

### ドキュメンタリー
- アクションスターはこうして作る!! -汗と涙の特訓合宿- （1985年、NTV）